# DB Energie
DB Energie GmbH – spółka zależna Deutsche Bahn odpowiedzialna za dostawy energii trakcyjnej w Niemczech.
Spółka jest jedynym dostawcą energii trakcyjnej w Niemczech.

## Działalność
DB Energie z siedzibą we Frankfurcie nad Menem jest operatorem specjalnej sieci energetycznej służącej do dystrybucji energii trakcyjnej.
Spółka dostarcza energię trakcyjną przedsiębiorstwom kolejowym poprzez zakup energii elektrycznej od producentów energii i jej odsprzedaż przedsiębiorstwom kolejowym.
Spółka zarządza i utrzymuje około 7700 km dystrybucyjnej sieci elektrycznej. Spółka zajmuje się także dostawami prądu przemiennego o częstotliwości 50Hz, m.in. zaopatrywaniem w energię elektryczną ponad 5500 stacji kolejowych, innych obiektów infrastruktury i obszarów przyległych. Obok prowadzenia dystrybucji energii elektrycznej spółka posiada sieć ponad 200 kolejowych stacji paliw płynnych (olej napędowy), zaopatrując bezpośrednio przedsiębiorstwa kolejowe (DB i niezależnych) w paliwo do taboru spalinowego.